# Lombo (Macedo de Cavaleiros)
Lombo es una freguesia portuguesa del municipio de Macedo de Cavaleiros, con 14,45 km² de superficie y 600 habitantes (2001). Su densidad de población es de 26,2 hab/km².